# The Impossible Game
The Impossible Game è un videogioco a piattaforme per giocatore singolo sviluppato e pubblicato da Fluke Games nel 2009, disponibile per Xbox 360, iOS, Windows Phone, Android, Symbian, PlayStation Portable, PlayStation Vita, macOS, Linux e Windows. È considerato il predecessore del videogioco Geometry Dash, pubblicato nel 2013.

## Modalità di gioco
L'obiettivo del gioco è quello di guidare un cubo di colore rosso su punte e blocchi per poi completare il livello fino alla sua conclusione. Il gioco presenta 5 livelli in cui 2 nelle versioni normali per iOS e Android e 4 dei quali sono con musica originale. I livelli sono: Fire Aura, Chaoz Fantasy, Heaven e Phazd.
Se il giocatore colpirà un ostacolo, il livello stesso ricomincia da capo, ma sarà possibile posizionare nella modalità pratica i checkpoint che gli consentiranno di rinascere nel punto esatto in cui è stato posizionato, quando un livello invece viene superato, verrà assegnata una medaglia a seconda del modo in cui lo si supera.
Nella versione PC è disponibile un editor di livelli in cui i giocatori possono creare i propri livelli a piacimento ed è possibile personalizzare anche la musica.
L'ultima versione del gioco resa disponibile è la 1.15, il cui ultimo aggiornamento è stato pubblicato il 26 dicembre 2016.

## Pubblicazione
Il primo trailer del gioco è stato pubblicato per la prima volta già per Xbox Live il 25 ottobre 2009. Il gioco è stato quindi pubblicato rispettivamente il 23 novembre 2009 per Xbox 360, il 24 aprile 2010 per iOS, il 14 ottobre 2010 per Windows Phone, il 5 dicembre 2010 per Android, il 9 maggio 2011 per Symbian, il 15 febbraio 2012 per PlayStation Vita e l'8 maggio 2014 per Linux, macOS e Windows.

## Accoglienza
Il gioco ha ricevuto recensioni generalmente contrastanti, ad esempio su Metacritic, la versione per PC ha ricevuto un punteggio di 64%, su GameRankings ha ricevuto il 60% su Xbox 360, su iOS il 67%, su PSP l'87% e su PC il 67%. Eurogamer ha dato alla versione Xbox 360 un 6/10, affermando che è enormemente frustrante, ma incredibilmente avvincente mentre si cerca continuamente di fare progressi, mentre a quella per macOS, Linux e Windows 8/10, trovando che fosse in grado in modo più che sufficiente di tenere impegnati veramente a lungo. Negli ultimi mesi del 2011 è stato il sesto titolo indie più venduto su Xbox Live.